# Isaac Lévy
Pour les articles homonymes, voir Lévy.
Isaac Lévy, né le 20 janvier 1835 à Marmoutier (Bas-Rhin) et décédé le 4 septembre 1912 à Paris, est un grand-rabbin connu pour son discours de fidélité à la France fait à la communauté de Colmar après l'annexion de l'Alsace par l'Allemagne.   

## Biographie
Après des études à l'école rabbinique de Metz, il est nommé rabbin à Lunéville puis à Verdun et, en 1869, grand rabbin à Colmar. Après son départ de Colmar, en Alsace annexée par l'Empire allemand, il accepte un poste bien plus modeste à Vesoul en 1872 où se sont repliés de nombreux Juifs alsaciens. Il y reste jusqu'en 1887. Après Vesoul, il occupe le rabbinat de Bordeaux qui sera son dernier.